# Привыкание (психология)
Привыкание (габитуа́ция) — это постепенное уменьшение ответной реакции как результат продолжающейся или повторяющейся стимуляции в нормальных условиях (не сопровождается подкреплением стимула). Привыкание свойственно всем живым существам. Следует отличать привыкание от процессов мышечного утомления, а также от сенсорной адаптации. Последняя представляет собой процессы, происходящие с сенсорными органами, тогда как привыкание — это психические процессы выработки ответной реакции на стимул. Привыкание, в отличие от сенсорной адаптации, может осуществляться как сознательно, так и неосознанно. Привыкание сходно с процессами затухания выработанной ответной реакции.
Выработанная ответная реакция может проявиться даже после прекращения действия стимула. Если стимуляция слабая, то привыкание происходит быстрее. Сильная стимуляция может и не сопровождаться привыканием. При прочих равных условиях стимуляция с более высокой частотой повторения вызывает более быстрое привыкание.
Определяющим привыкание параметрами является частота и интенсивность стимула. В то же время привыкание происходит при условии соразмерности частоты поведению.
Противоположностью привыканию является отвыкание, когда изменившийся сходный стимул вызывает ответную реакцию. Исследуя процессы отвыкания, связанные с проявлением сильного изменённого стимула, Томпсон и Спенсер обнаружили, что отвыкание, фактически, не является в полном смысле отвыканием, так как не прерывает процесс привыкания. В этом случае происходит наложение независимого процесса повышенной возбудимости, то есть сенсибилизация.

## Нейробиология
Согласно Соколову Е. Н., повторение стимула приводит к развитию нейронной модели стимула в структурах переднего мозга. Если стимул связан с такой моделью, тогда не проявляется ответная реакция, о чём могут свидетельствовать показания электроэнцефалографии, отмечающие отсутствие изменений активности мозга. Если же стимул или изменения стимула не связаны с выработанной нейронной моделью, то отражённые изменения стимула усиливается через ретикулярные формации (ретикулярная активирующая система) среднего мозга, что приводит к более сильной реакции. Процессы формирования нейронной модели можно свести к процессам синаптической депрессии (См. синаптическая пластичность) в цикле стимуляции нейронной активности.
Процессы привыкания связаны как с сенсорной, так и с моторной системами мозга. Последние исследования показывают, что привыкание к стимулам сенсорной системы мозга происходит до привыкания моторной системы. Ретикулярные ядра выполняют функцию моста между сенсорной и моторной системами. В исследованиях аплизии Кэндэл (Kandel) показал, что привыкание является пресинаптическим процессом, связанным с уменьшением вероятности высвобождения нейромедиаторов. Последнее является следствием повторяющейся активации высвобождения нейромедиаторов.
Исследования связи привыкания и сенсибилизации в зрительном внимании у детей показали, что привыкание чаще всего происходит в случае простых стимулов. Сложные стимулы провоцируют как привыкание, так и сенсибилизацию.